# Катульська Олена Климентіївна
Олена Кліментіївна Катульська (1888–1966) — радянська оперна та камерна співачка (лірико-колоратурне сопрано), педагог. Народна артистка СРСР (1965). Лауреат Сталінської премії другого ступеня (1950).

## Біографія
Народилася 21 травня (2 червня) 1888 року в Одесі. З дитинства займалася музикою. Переїхавши до Петербурга, стала брати уроки вокалу та вступила до Петербурзьку консерваторію (педагог Н. А. Ірецкой) (закінчила 1909 року).
У дебютній консерваторській виставі її побачив керуючий імператорськими театрами В. А. Теляковський та запросив в Маріїнський театр, де вона пропрацювала з 1907 по 1913 рік. Потім була запрошена до Москви. В 1913 — 1946 роках — солістка ГАБТ. У початковий період виступів на сцені Великого театру брала уроки акторської майстерності та танцю. В 1918 — 1922 роках займалася в оперній студії Великого театру під керівництвом К. С. Станіславського. На сцені Великого театру виконала 46 оперних партій.
Камерний репертуар співачки включав понад 700 творів. В 1910—1913 неодноразово виступала з Оркестром російських народних інструментів під керуванням В. В. Андрєєва. Виконувала російські народні пісні, романси М. І. Глінки, А. А. Аляб'єва, А. Л. Гурільова. З 1913 по 1917 роки брала участь в московських концертах під керуванням С. А. Кусевицького, «Історичних концертах», організованих С. Василенко. Після 1917 року виступала в симфонічних концертах з оркестрами під керуванням М. С. Голованова, М. М. Іпполітова-Іванова, Е. А. Купера, В. І. Сука, А. Коутса, з арфістку В. Г. Дулово, К. А. Ерделі та іншими видатними музикантами та виконавцями. На концертній естраді виступала до 1958 року. Н. П. Раків присвятив співачці романс «Ластівка».
Викладала в Московської консерваторії, з 1950 року професор консерваторії. Серед її учнів — багато відомих співаків: І. І. Масленнікова, А. Д. Масленников, Т. А. Мілашкіна, М. П. Максакова, Т. А. Воскресенська, Л. О. Гриценко, болгарська співачка Н. Добріянова, Р. В. Котова, Л. В. Лубенцова та інші.
Автор багатьох статей з вокальному мистецтву. Під її редакцією вийшло 11 збірок вокальних творів.
Є. К. Катульськая померла 19 листопада 1966 року. Похована в Москві на Новодівичому кладовищі (ділянка № 3).

## Нагороди та звання
- Сталінська премія другого ступеня (1950) — за концертно-виконавську діяльність
- заслужений діяч мистецтв РРФСР (1958)[6]
- народна артистка СРСР (1965)
- три ордена Трудового Червоного Прапора (1937, 1951, 1966)
- орден «Знак Пошани» (1937)
- медалі.

## Виконувані партії
- Лакме («Лакме» Л. Деліба, Маріїнський театр, 1909, дебют),
- Амур («Орфей та Еврідіка» К. Глюка, Маріїнський театр, 1911, реж. Мейєрхольд),
- 1-я виконавиця в СРСР партіїЛючетту («Чотири деспота» Е. Вольфа-Феррарі),
- Снігуронька («Снігуронька» Н. А. Римського-Корсакова),
- Марфа («Царська наречена» Н. А. Римського-Корсакова),
- Волхова («Садко» Н. А. Римського-Корсакова),
- Панночка («Майська ніч» Н. А. Римського-Корсакова),
- Шемаханська цариця («Золотий півник» Н. А. Римського-Корсакова),
- Ксенія («Борис Годунов» М. П. Мусоргського),
- Панночка («Русалка» А. С. Даргомижського),
- Тетяна («Євгеній Онєгін» П. І. Чайковського),
- Антоніда («Іван Сусанін» М. І. Глінки),
- Людмила («Руслан та Людмила» М. І. Глінки),
- Розіна («Севільський цирульник» Дж. Россіні),
- Церліна («Фра-Диявол, або Готель в Террачіні» Д. Обера),
- Мімі («Богема» Дж. Пуччіні),
- Чіо-Чіо-сан («Мадам Баттерфляй» Дж. Пуччіні),
- Туга («Туга» Дж. Пуччіні),
- Манон («Манон» Ж.Массне),
- паж Урбан та Маргарита Валуа («Гугеноти» Дж. Меєрбера),
- Недда («Паяци» Р. Леонкавалло),
- Віолетта («Травіата» Дж. Верді),
- Джільда  («Ріголетто» Дж. Верді),
- Леонора («Трубадур»Дж. Верді),
- Лейла («Шукачі перлів» Ж. Бізе).

Всього 46 партій.

## Твори
- Тридцать лет на оперной сцене / Творческая автобиография Е. К. Катульской к 30-летию сценической деятельности// Декада моск. зрелищ. 1939. № 31;
- Работа с молодым певцом в театре // Материалы всесоюзной конференции по вокальному образованию. 1940. — М.; Л., 1941. C. 120—126;
- Замечательный русский артист / о Л. Савранском/ // Сов. артист. 1961. № 19; Соревнование молодых певцов // Сов. искусство. 1938. 22 дек.;
- Расцвет народного творчества // Рабочая Москва. 1938. 23 мая.